# Maretakvliegenpikker
De maretakvliegenpikker (Zimmerius parvus) is een zangvogel uit de familie Tyrannidae (tirannen).

## Verspreiding en leefgebied
Deze soort komt voor van Honduras tot het uiterste noordwesten van Colombia.